# 柯耀林
柯耀林（英語：Ricky Or Yiu-lam，1971年5月12日—），香港政治人物，前香港西貢區議會廣明選區議員、區政聯盟前召集人、將軍澳民生關注組前主席、民主黨前中央常務委員、前綫前秘書長、民間人權陣線前司庫、西貢將軍澳南分區委員會前主席、將軍澳廣明苑業主立案法團前主席及前秘書，因涉及民主派立法會選舉初選案宣布退出所有政治聯繫，故現為獨立民主派人士。因為顛覆被判刑6年7個月。

## 生平

### 2003年香港區議會選舉
2003年區議會選舉，正職為音響商人的柯耀林首次參選，便當選西貢區議會廣明選區區議員，高票擊敗爭取連任的民主建港聯盟候選人。

### 2004年香港立法會選舉
柯耀林當選區議員後參加「前線」之友，期後轉為會員，成為該黨在西貢區唯一的區議員。
2004年香港立法會選舉，柯耀林原本搭配劉慧卿、大埔區議員區鎮樺及沙田區議員丁士元參選新界東選區。由於該區泛民主派協調，改為加入「七一連線」，與民主黨鄭家富、黃成智、何淑萍、同屬前線的劉慧卿、蔡耀昌（以香港職工會聯盟身份出選），以及四十五條關注組的湯家驊參選，柯耀林在這份名單中排名第七位。結果，只有鄭家富、劉慧卿、湯家驊當選。

### 2007年香港區議會選舉
2007年香港區議會選舉，柯耀林再次出戰廣明選區爭取連任，同區有另外三名對手，包括陳艷珠及獨立的舒孝傑和民建聯的林仲科。結果柯耀林獲得1130票成功連任，但只與第二名的舒孝傑相差5票，和第三名的林仲科亦只相差29票，成為全港以最少票數差壓倒對手而勝出的當選人。

### 2008年香港立法會選舉
2008年立法會選舉，柯耀林排在劉慧卿名單的第二名，結果劉慧卿僅以新界東選區第7名當選，柯耀林則落選。
2008年11月23日，前綫通過與民主黨合併，當時為秘書長的柯隨後加入民主黨。

### 2011年香港區議會選舉
柯於2011年區議會選舉希望於原區角逐連任，在兩名民主派人士分票下，但最終敗於民建聯的莊元苳。

### 2012年香港立法會選舉
於2012年香港立法會選舉，柯耀林和同樣原屬前綫的劉慧卿，及兩名西貢區之區議員林少忠、林詠然合組名單，其中柯耀林排於名單第2名。於選舉期間，民調顯示該名單支持度一直處於上游位置，除了劉慧卿可當選，也足以讓柯耀林入局。不過，最終該名單只有37,039票，只能讓劉慧卿當選。

### 退出民主黨
2018年9月，民主黨中委會通過，把「將軍澳民生關注組」列為政治團體，民主黨成員即不能以雙牌頭出選。本身為「將軍澳民生關注組」成員的柯耀林批評民主黨立法會議員林卓廷及莊榮輝故意就2019年香港區議會選舉的安排派人於都善選區和將軍澳民生關注組成員李栢棠撞區、處事霸道。林卓廷則反駁是民主派的機制支持莊榮輝出選都善，假如參與政黨，就有義務支持黨友。如果支持另一和民主黨對選的人，有違黨紀。
至2018年12月，柯耀林連同另外58名黨員宣布退出民主黨，批評林卓廷「毫無政治道德」。林卓廷強調事件一直根據民主黨的機制共同決策，而非其個人決定。其後，六年前帶領柯耀林一同加入民主黨的前任主席劉慧卿，則發聲明挺林卓廷，稱有關指控是「嚴重失實，有計劃人格謀殺」。感到痛心憤怒。她又指，有關人士聲言退黨已經「拖拖拉拉」3個月，認為「勉強冇幸福，如果唔開心就離開囉」。

### 2019年香港區議會選舉
2019年區議會選舉，退出民主黨的柯以區政聯盟召集人兼廣明苑業主立案法團主席，重返廣明選區出戰，最終以5,240票，即57%得票率擊敗尋求連任的莊氏，成功重返西貢區議會。

### 2020年香港立法會選舉
2020年立法會選舉，柯耀林參加民主派新界東初選，最終該次立法會選舉被政府取消。2021年1月，柯耀林聯同多名民主派人士被警方以涉嫌串謀顛覆國家政權拘捕。2021年2月28日，柯耀林因參與民主派立法會47人初選而涉嫌觸犯港區國安法被捕，2021年3月6日，柯透過律師公開聲明，表示會即時退出所有政治聯繫及組織，其後獲高等法院批准保釋候審。2021年10月，政府當局不信納柯耀林符合擁護基本法及效忠特區的法定要求和條件，裁定宣誓無效，取消柯的區議員資格，並停止其參選權禁止五年。

## 議會動議
將軍澳民生關注組兩名區議員陸平才及柯耀林動議要以逝世的周梓樂及陳彥霖名字命名區內兩個公園。結果共獲10名民主派議員支持，包括：將軍澳民生關注組、工黨和獨立民主派；但遭到建制派和專業動力、將軍澳青年力量、西貢鄉民、將向天晴、新民主同盟反對。

## 資料來源與註釋
1. ↑  .   [2008-11-24]. （原始内容存档于2010-04-14）.
2. ↑  港大民調顯示新界東選情變化大 2012年08月12日 15:21 星期日 http://news.now.com/home/finance/player?newsId=42389 （页面存档备份，存于）
3. ↑  . 香港獨立媒體網.   [2019-12-28]. （原始内容存档于2019-12-02）.
4. ↑  . 明報新聞網 - 即時新聞 instant news.   [2019-12-28]. （原始内容存档于2019-12-28） （中文（繁體））.
5. 1 2  Https://Www.post852.com, 852郵報. . 852郵報. 2018-12-13  [2019-12-28]. （原始内容存档于2019-12-28） （中文（香港））.
6. ↑  121625551334730. . 壹週刊.   [2019-12-28]. （原始内容存档于2019-12-28）.

## 外部連結
| 議會席位      | 議會席位                                               | 議會席位      |
| ------------- | ------------------------------------------------------ | ------------- |
| 前任： 黃慶華 | 西貢區議會 廣明選區區議員 2004年1月1日－2011年12月31日 | 繼任： 莊元苳 |
| 前任： 莊元苳 | 西貢區議會 廣明選區區議員 2020年1月1日－2021年10月7日  | 繼任： 懸空   |